# Osphryon granuliger
Osphryon granuliger là một loài bọ cánh cứng trong họ Cerambycidae.